# Nuốt dịu
Nuốt dịu (danh pháp: Casearia flexuosa) là một loài thực vật có hoa trong họ Liễu. Loài này được Craib mô tả khoa học đầu tiên năm 1911.